# 加須うどん
加須うどん（かぞうどん）は、埼玉県加須市とその周辺地域で生産され食べられているうどん。五家宝と並ぶ加須市の郷土料理となっている。「加須の手打ちうどん」とも呼ばれる。

## 歴史
過去にこの地域は、川の氾濫によって肥沃な土が運ばれ、小麦の栽培に適した地だったとされており、米より小麦の栽培が盛んだった。
江戸時代半ば、不動ヶ岡不動尊總願寺の門前でうどんを参拝客にふるまってもてなしたことが始まりといわれる。参拝客以外にも祭事などの特別な日には、来客へのもてなしとしてうどんがふるまわれた。この名残が現在も残っており、冠婚葬祭などの締めくくりにはうどんがふるまわれている。また、春・秋の彼岸や正月には女性の日頃の苦労をねぎらうため男性がうどんを打つという風習も残されている。明治時代には青縞織りの市が定期的に開催され、関東一円から人が集まるようになり、織物職人や商人の昼食や土産物として発達した。
香川県出身の郷土史家で、「讃岐うどん」の呼び方の名付け親ともされる山田竹系は、昭和47年（1972年）に書いた随筆で「埼玉県の久喜から加須あたりは、古来名高いうどんどころ」と紹介している。
また、古くから家庭でもうどんが作られていた。
總願寺には、加須名物である「饂飩粉」を贈られた館林城主からのお礼状が残されている。そこに記された6月25日という日付にちなんで、6月25日は「加須市うどんの日」と制定されている。

## 特徴
この地で栽培が盛んな小麦の地粉を使用して、手捏ね・足踏み・寝かせを通常の2倍ほど行い、切った後にごく短い時間棒に掛けて干す。コシが強く加水率が高い。
店ではもりうどんで食べるのが一般的である。野菜天ぷら付のもりうどんを注文する客が多い。丼に入ったうどんの上にかき揚げが載り、猪口に入っためんつゆとともに出てくるスタイルもある。つゆは天ぷらと兼用で、冷たいものと温かいものを選ぶこともできる。また、ネギを用いた南蛮系のうどんもある。

## 店舗
うどん店は加須市内に約50～60軒あり、うち20店が「加須手打うどん会」に参加している。まちおこしとして市役所なども取り組んでいる。毎年6月25日を「加須市うどんの日」と定める条例を2013年に制定したほか、「手打うどんのまち　スタンプラリーマップ」を無料配布している。また、物産展での実演販売なども行っている。
主な店舗としては、
- 子亀 - TVチャンピオンに加須うどん代表として出場。
- 岡村屋
- やぶ - コンビニエンスストアのセーブオンにてタイアップ商品を販売。
- つるや - 冷汁うどんがある。
- 登治うどん
- 粂蔵 - 市内西部の国道125号沿いにある。
- 松葉屋 - 田山花袋著書の「田舎教師」にも登場した。

などがある。
また、松井産業有限会社の加須うどん「松井めん」が近隣のイトーヨーカドーで販売されている。松井めんは加須市給食センターへも卸されており、同市内の公立幼稚園・小学校・中学校で食されている。
さらに、z級ご当地グルメとして「加須市みんなで考えた肉みそうどん」というメニューを提供する店舗もある。これは加須市の水上公園で行われた「第7回埼玉B級ご当地グルメ王座決定戦」で優勝している。